# ソリッド・ステイト・サヴァイヴァー
『ソリッド・ステイト・サヴァイヴァー』(SOLID STATE SURVIVOR) は、YMOの2作目のアルバム。または同アルバムに収録されている楽曲。1979年9月25日にアルファレコードからリリースされた。
先行シングルはなく、後に「テクノポリス」（1979年）、「ライディーン」（1980年）がシングルカットされた。
前作『イエロー・マジック・オーケストラ』（1978年）が日本国外でのリリースが決定した事で、国外でのリリースを意識して制作されている。
オリコンチャートでは最高位1位を獲得、日本国内での売り上げは累計で102.1万枚を記録、また第22回日本レコード大賞において、優秀アルバム賞を受賞している。
YMOの名を世界的に轟かすことになったアルバムとして知られている。

## 背景
前作『イエロー・マジック・オーケストラ』がアメリカ合衆国でリリースされる事が決定し、リミックスに際して細野は1979年2月12日から2月16日までロサンゼルスに滞在する事となった。
その後、2月25日には細野の曲「ジャマイカ・ジンジャー」と坂本の曲「ドラグーン」が収録されたアルバム『ハイフォニックス ハイフォニックス』、坂本と高橋が参加した越美晴のファーストアルバム『おもちゃ箱 第一幕』がリリースされ、3月21日には細野と高橋が参加した古谷野とも子のアルバム『フロム・インサイド』がリリースされた。
4月5日には大阪厚生年金会館にて開催された矢野顕子のライブに細野、坂本、高橋が参加、同月24日から27日までは六本木ピットインで開催された矢野のライブに3人とも参加し、1978年に3人が参加した際の矢野のライブアルバム『東京は夜の7時』がリリースされた。
5月3日から開始された渡辺香津美のライブツアー「KYLYN」に坂本が参加。同月17日には坂本、高橋が参加した渡辺のシングル「TOKYO JOE」がリリースされ、21日には3人がイエロー・マジック・オーケストラ（以下、YMO）名義で初参加した近田春夫のアルバム『天然の美』、その他にも3人が参加した作品として、Makoto Highland Bandのアルバム『INJECTION』、クレスト・フォー・シンガーズのシングル「サンタナへの道」、佐藤博のアルバム『ORIENT』がリリースされた。25日には再びYMO名義で参加した朝比奈マリアのアルバム『MARIA』がリリースされた他、坂本が参加したサーカスのアルバム『ニューホライズン』、松原正樹のアルバム『Take A Song』がリリースされた。さらに30日にはYMOのファーストアルバムならびにシングル「コンピューター・ゲーム」がアメリカ合衆国にて同時リリースされた。
6月にはイギリスにてファーストアルバムおよびシングル「イエロー・マジック（東風）」がリリースされた。1日には細野と高橋が参加したオムニバスアルバム『エーゲ海』、坂本と高橋が参加した桑江知子のファーストアルバム『Born Free（野性に生まれて）』がリリースされた。18日には六本木Beeにて業界関係者と後にヨーロッパ・ツアーに同行する事となるスタッフを集めてライブを開催し、A&M所属アーティストを手掛けたニール・ワンノフが同ライブを視察した。21日にはYMOメンバーが参加した坂本龍一&カクトウギ・セッションのアルバム『サマー・ナーヴス』と南佳孝のアルバム『SPEAK LOW』がリリースされた。23日には六本木ピットインにて「カクトウギ・セッション」の第一回が開催され、YMOメンバー全員が参加予定であったが細野が急病のため坂本と高橋だけの参加となった。25日には坂本と高橋が参加した渡辺香津美のアルバム『KYLYN』、高橋が参加したサディスティックスのラストアルバム『The Last Show』、細野と高橋が参加したブレッド&バターのアルバム『Late Late Summer』、酒井俊のアルバム『MY IMAGINATION』がそれぞれリリースされた。
7月21日には細野と高橋が参加した松任谷由実のアルバム『OLIVE』、坂本が参加した井上敬三のアルバム『インティメント』、富樫雅彦+高橋悠治のアルバム『トウワイライト』、高橋拓也のアルバム『Feel So Cool』がそれぞれリリースされた。25日には前作『イエロー・マジック・オーケストラ』のアメリカ盤が逆輸入の形で日本にてリリース。26日、27日には六本木ピットインにて開催された「カクトウギ・セッション第2戦・第3戦」に予告なしでYMOとして出演し3曲を披露した。
8月2日から4日までの3日間は、ロサンゼルスのグリークシアターにて開催されたザ・チューブスのライブに前座として参加、サポートメンバーとして渡辺香津美、矢野顕子、松武秀樹が参加した。このライブでは観客から予想以上のリアクションがあったという。同月6日にはロサンゼルスのクラブ「マダム・フォン」に出演。31日、翌9月1日には六本木ピットインにて開催された「矢野顕子2Days」のサポートとして坂本、高橋が参加した。10日、11日には中野サンプラザにて開催されたザ・チューブスの来日公演に前座として参加、さらに13日、14日には郵便貯金ホールにて開催された同バンド公演の前座として参加した。

## 録音
本作のレコーディングは1979年3月2日より開始され、およそ3ヶ月の期間を要して制作された。
このアルバムでは初めてコンピュータによるオート・ミックスを試みている。しかし、当時は精度が悪く、録音に時間がかかりすぎたこともあり、後のアルバムでは手動のミックスに戻している。当時のトラックシートの24トラック目に「Timing Code」と書かれている曲が多いが、これはコンピュータ・ミックス用の信号のことを指している。
使用機材
- プロフェット5（初期版）
- モーグIII-C
- ミニモーグ
- アープ・オデッセイ
- ローランド・MC-8
- ローランド・VP-330（ボコーダー）
- コルグ PS-3100
- ポラード シンドラム Model 477（シンセドラム）
- ULT-SOUND  DS-4・DS-4 Custom（シンセドラム）

## 音楽性
前作のA&Mミックスを制作した翌月から録音を開始。前アルバムを制作した勢いを維持した状態であった。坂本龍一と高橋幸宏は意識がイギリスにあったこと、高橋が自分の意見を言うようになったこともあり、フュージョンやオリエンタル・ディスコミュージックの要素が一掃され、ニュー・ウェイヴ色が強くなり、その点で当時のイギリスにおける音楽状況の変化が作風に現われている。
当初、アルバムタイトルは「メタマー」（突然変異を意味する「Metamorphose」の造語）と付けられていた。「メタマー」に関して細野は「YMOのテーマはメタ・ポップス」と語っており、この言葉は「ミューテート（変異）とポップス」を組み合わせた造語であった。
本アルバムは日本においてテクノポップという一ジャンルの先駆けとなり、その後「YMOチルドレン」と呼ばれるミュージシャンたちに多大な影響を与えたが、制作当時のYMOにそのような気負いはなく、単にスタジオでの音作りを楽しんだだけのつもりだった。この頃からクラフトワークやYMOを指して「テクノ」「テクノポップ」というキーワードが使われ始め、細野はようやく「ああ、（自分たちは）そうなんだ」と気がついたという。また本作は商業的な成功を狙っていたわけでもないため、リリース後ワールド・ツアーに出ていたYMOは、ツアー先で日本国内での本作のヒットの報を聞き驚いた。細野は「そういうことを意識しないほうが面白くできるから」とむしろ困惑したと回想している。

## リリース
1979年9月25日にアルファレコードよりLPレコード、カセットテープの2形態でリリース。 初回プレスはクリアーレコード仕様（イエロー）。1982年にはイギリス、1992年にはアメリカ合衆国にてリリース。
1984年4月25日に初CD化。その後1987年3月25日、1992年3月21日、1994年6月29日とCDのみ再リリース。
1998年1月15日には紙ジャケット仕様、1999年9月22日には細野監修・小池光夫がライナーノーツを担当したリマスタリング盤、2003年1月22日には坂本監修による初回プレスのみ紙ジャケット仕様（音源は1999年発売分使用）、2010年9月29日にはブルースペックCD、2018年11月28日にはSACDハイブリッドとしてそれぞれ再リリース。

## ツアー
本作リリース後、1979年10月16日のベニュー（ロンドン）での公演を皮切りに、全世界6都市9公演のワールド・ツアー「YELLOW MAGIC ORCHESTRA TRANS ATLANTIC TOUR」を行っている。このツアーでの模様が後にライブ・アルバム『パブリック・プレッシャー』（1980年）としてリリースされている。

## 批評
| 専門評論家によるレビュー | 専門評論家によるレビュー |
| レビュー・スコア         | レビュー・スコア         |
| 出典                     | 評価                     |
| ------------------------ | ------------------------ |
| コンパクトYMO            | 肯定的                   |
| CDジャーナル             | 肯定的                   |

- 音楽本『コンパクトYMO』にてライターの吉村栄一は、「このセカンド・アルバムによって、YMOはその位置を確立した。匿名性の強い企画ユニットから、確固たるスタイルとモティヴェイションを備えたバンドになったといってもいい」とこの作品によってYMOの方向性が確立した事を指摘、また「フュージョンやディスコの影響下にあったサウンドも、このアルバムでは英国のニュー・ウェイヴ勢と強くシンクロした新しい時代のロックを予感させる、鋭く、スタリッシュなものとなっている」と革新性の高さを肯定的に評価、さらに「このアルバムを聴いた海外の多くのアーティストが、YMOの影響下の作品を作り始めるなど、日本にとどまらず世界のエレクトリック・ポップスの範ともなる一枚になっている」と絶賛した[7]。

- 音楽情報サイト『CDジャーナル』では、「日本中にテクノ・ブームを巻き起こした。（中略）このアルバムで音楽に目覚めたミュージシャンもかなりいるらしい[8]」、「テクノというキーワードを押し出したポップな名作。誰でも知っているメロディが並び、文字どおり日本にテクノ旋風を巻き起こした[9]」、「驚くほどに鮮度を保っている。偉大だったとか伝説とか歴史的名盤とかそういうことではなく単純に、いい。（中略）高橋幸宏、細野晴臣、坂本龍一の才気とポップ・センスが爆発したセカンド[10]」、「先駆性と大衆性が共存するストイックでチャーミングな作風は今なお唯一無二の輝きを放っている[11]」と革新性と共に大衆性があった事、様々な事柄に影響を与えた点に関して肯定的な評価を下している。

### 称賛/栄誉
1980年の第22回日本レコード大賞において、優秀アルバム賞を受賞。 
本作は107.0万枚を売上。1982年CD発売前のミリオンセールスアルバム（オリコン集計）は、本作を含め4作。

## チャート成績
オリコンチャートではLP、CT共に最高位1位を獲得。LPは登場回数82回、CTは登場回数65回。売上枚数はLPで76.6万枚、CTで25.5万本、累計で102.1万枚。

## 収録曲
| 全編曲: イエロー・マジック・オーケストラ。 |                                                      |      |              |      |
| #                                          | タイトル                                             | 作詞 | 作曲         | 時間 |
| 1.                                         | 「TECHNOPOLIS」(テクノポリス)                        |      | 坂本龍一     | 4:14 |
| 2.                                         | 「ABSOLUTE EGO DANCE」(アブソリュート・エゴ・ダンス) |      | 細野晴臣     | 4:37 |
| 3.                                         | 「RYDEEN」(雷電／ライディーン)                       |      | 高橋ユキヒロ | 4:26 |
| 4.                                         | 「CASTALIA」(キャスタリア)                           |      | 坂本龍一     | 3:31 |

| #         | タイトル                                                     | 作詞                   | 作曲                       | 時間  |
| --------- | ------------------------------------------------------------ | ---------------------- | -------------------------- | ----- |
| 5.        | 「BEHIND THE MASK」(ビハインド・ザ・マスク)                  | クリス・モズデル       | 坂本龍一（、高橋ユキヒロ） | 3:36  |
| 6.        | 「DAY TRIPPER」(デイ・トリッパー)                            | レノン＝マッカートニー | レノン＝マッカートニー     | 2:40  |
| 7.        | 「INSOMNIA」(インソムニア)                                   | クリス・モズデル       | 細野晴臣                   | 4:57  |
| 8.        | 「SOLID STATE SURVIVOR」(ソリッド・ステイト・サヴァイヴァー) | クリス・モズデル       | 高橋ユキヒロ               | 3:58  |
| 合計時間: | 合計時間:                                                    | 合計時間:              | 合計時間:                  | 32:06 |

## 曲解説

### A面
1. TECHNOPOLIS （テクノポリス）
詳細は「テクノポリス (YMOの曲)」を参照。
2. ABSOLUTE EGO DANCE （アブソリュート・エゴ・ダンス）
沖縄音楽とインド歌謡とディスコの要素を取り入れた作品。リズムの跳ね方は沖縄音楽の比率を14：10と分析した結果が使われている[12]。合いの手風のヴォーカルとしてサンディーが参加。
3. RYDEEN （雷電／ライディーン）
詳細は「ライディーン (YMOの曲)」を参照。
4. CASTALIA （キャスタリア）
速いテンポの曲が続いた後に静かに流れる、坂本のピアノを主体とした曲である。重く、落ち着いた印象のこの曲はアルバムの中でも異色の存在感を放つ。録音当初のタイトルは「サスペリア」だった[4]。映画『惑星ソラリス』からインスパイアされたと言われているが、直接的には武満徹の音楽から影響を受けている[5]。作曲した動機は「彼女のため」である[13]。初期YMOのライヴでは1曲目に演奏されることが多く、DVD『Visual YMO : the best』やアルバム『ONE MORE YMO』にも収録。

### B面
1. BEHIND THE MASK （ビハインド・ザ・マスク）
詳細は「ビハインド・ザ・マスク (曲)」を参照。
2. DAY TRIPPER（デイ・トリッパー）
ビートルズ中期のナンバーのカバー。オーティス・レディングのカバー・バージョンにディーヴォの影響を受けたアレンジを行っている。ゲスト・ギタリストとして鮎川誠が参加。ヴォーカルは高橋のオクターブ・ユニゾンで歌った裏声をハーモナイザーで機械的に加工している。高橋は気持ち悪がったが、細野が気に入っている。録音の際、鮎川誠はトレードマークのレスポールではなく、自身のアンプとストラトキャスターを持参し、ギターの6弦を外した5弦のオープンGチューニング（キース・リチャーズが多用するチューニングとして知られる）でノリ一発で弾いたという。YMOのワールド・ツアーではかなり盛り上がる曲であった。
3. INSOMNIA （インソムニア）
詳細は「インソムニア (YMOの曲)」を参照。
4. SOLID STATE SURVIVOR （ソリッド・ステイト・サヴァイヴァー）
軽快な8ビートの曲であり、メンバーたちは｢デジタル・パンク｣と呼んでいた。「デイ・トリッパー」に続き、この曲も鮎川誠がギターで参加。曲の途中に聞こえる加工された声は当時細野のマネージャーをしていた日笠雅水による「みなさんこんにちは」「みなさんこんにちは」「みなさんさようなら」「これが最後の放送です」と発音したものや彼女の咳、およびYMOメンバーの笑い声と咳を、壊れたヘッドホーンをマイク代わりにして口を押しつけて録音したもの[14][15]。このとき坂本が日笠に「原爆が爆発して地球最後の日、放送中のアナウンサーが煙が入ってきたスタジオから冷静に最後の放送だと告げるようなイメージで」と注文している[15]。ベースラインは坂本によるもの[要出典]。シングル「TECHNOPOLIS」のB面にも収録。クリス・モズデルによれば、歌詞はもともとプラスチックスのために書いた、パンク的なアイディアの詞が原型となっているという。この頃、モズデルはプラスチックスのメンバーのもとへ詞を売り込みに来ており、「Solid State Survivor」も、もとはプラスチックスに売り込んだものの、中西俊夫が「ちょっと僕的には恥ずかしいタイトルがついていた」とのことで没にされたため、YMOに持ち込んで採用された。ただ、歌詞は全部歌われていないという。

## スタッフ・クレジット

### イエロー・マジック・オーケストラ
- 坂本龍一 - キーボード、ボイス
- 高橋ユキヒロ - ドラムス、ボーカル
- 細野晴臣 - ベース、キーボード、ボイス

### 参加ミュージシャン
- 松武秀樹 - コンピューター・プログラミング
- 鮎川誠 - エレクトリックギター（「デイ・トリッパー」、「ソリッド・ステイト・サヴァイヴァー」）
- サンディー - ボイス（「アブソリュート・エゴ・ダンス」）

### スタッフ
- 吉沢典夫 - レコーディング・エンジニア、リミックス
- 小池光夫 - レコーディング・エンジニア
- 鋤田正義 - 写真撮影
- ルー・ビーチ - ロゴ・タイプ
- 羽良多平吉 - アート・ディレクション
- タケヒメ - スタイリスト
- 井浦フミコ - スタイリスト
- ツツミマヨ - スタイリスト
- 高橋ユキヒロ - コスチューム・デザイン
- BRICKS - 衣装
- 本多三記夫 (CLIP) - ヘアー
- 生田朗 - レコーディング・コーディネーター
- 日笠雅子 - レコーディング・コーディネーター
- 村井邦彦 - エグゼクティブ・プロデューサー
- 川添象郎 - エグゼクティブ・プロデューサー
- 細野晴臣 - プロデューサー

## リリース履歴
| No. | 日付           | 国名           | レーベル                       | 規格             | 規格品番                     | 最高順位 | 備考                                                             |
| --- | -------------- | -------------- | ------------------------------ | ---------------- | ---------------------------- | -------- | ---------------------------------------------------------------- |
| 1   | 1979年9月25日  | 日本           | アルファレコード               | LP・CT           | ALR-6022 (LP)・ALR-1519 (CT) | 1位      |                                                                  |
| 2   | 1982年         | イギリス       | アルファレコード               | LP               | ALF 85664                    |          |                                                                  |
| 3   | 1984年4月25日  | 日本           | アルファレコード               | CD               | 38XA-2                       | -        |                                                                  |
| 4   | 1987年3月25日  | 日本           | アルファレコード               | CD               | 32XA-139                     | -        |                                                                  |
| 5   | 1992年3月21日  | 日本           | アルファレコード               | CD               | ALCA-288                     | -        |                                                                  |
| 6   | 1992年         | アメリカ合衆国 | Restless Records               | CD               | 7 72701-2                    | -        |                                                                  |
| 7   | 1994年6月29日  | 日本           | アルファミュージック           | CD               | ALCA-9039                    | -        |                                                                  |
| 8   | 1998年1月15日  | 日本           | アルファミュージック           | CD               | ALCA-5216                    | -        | 紙ジャケット仕様                                                 |
| 9   | 1999年9月22日  | 日本           | 東芝EMI                        | CD               | TOCT-24234                   | -        | 細野晴臣監修、リマスタリング盤、ライナーノーツ：小池光夫         |
| 10  | 2003年1月22日  | 日本           | ソニー・ミュージックハウス     | CD               | MHCL 205                     | 42位     | 坂本龍一監修、紙ジャケット仕様                                   |
| 11  | 2004年         | カナダ         | エピック・レコード             | CD               | EK 91850                     | -        |                                                                  |
| 12  | 2010年9月29日  | 日本           | ソニー・ミュージックダイレクト | ブルースペックCD | MHCL-20103                   | 109位    | 1999年リマスタリング音源、紙ジャケット仕様、スーパーピクチャーCD |
| 13  | 2018年11月28日 | 日本           | ソニー・ミュージックダイレクト | SACDハイブリッド | MHCL-10109                   | -        | 2018年Bob Ludwigリマスタリング音源                               |